# Grote Prijs Jean-Pierre Monseré 2018
Il Grote Prijs Jean-Pierre Monseré 2018, settima edizione della corsa e valida come prova dell'UCI Europe Tour 2018 categoria 1.1, si svolse il 7 luglio 2018 su un percorso di 192,9 km con partenza da Ypres ed arrivo a Roeselare, in Belgio. La vittoria fu appannaggio dall'olandese André Looij, che completò il percorso in 4h12'46", alla media di 42,754 km/h, precedendo il connazionale Dries De Bondt e il francese Hugo Hofstetter.
Sul traguardo di Roeselare 86 ciclisti, dei 110 partiti da Ypres, portarono a termine la competizione.

## Squadre e corridori partecipanti
| N.    | Cod. | Squadra                        |
| ----- | ---- | ------------------------------ |
| 1-7   | SVB  | Sport Vlaanderen-Baloise       |
| 11-17 | WVA  | WB Aqua Protect Veranclassic   |
| 31-37 | TIS  | Tarteletto-Isorex              |
| 41-47 | MAB  | Marlux-Bingoal                 |
| 51-57 | PCW  | T.Palm-Pôle Continental Wallon |
| 61-67 | AAS  | AGO-Aqua Service               |
| 71-77 | BEA  | Beat Cycling Club              |
| 81-86 | VLA  | Vlasman Cycling Team           |
| 91-97 | MCT  | Monkey Town Continental Team   |

| N.      | Cod. | Squadra                          |
| ------- | ---- | -------------------------------- |
| 101-107 | RLM  | Roubaix Lille Métropole          |
| 111-117 | CCD  | Differdange-Losch                |
| 121-127 | LPC  | Leopard Pro Cycling              |
| 131-137 | SNE  | Sovac-Natura4Ever                |
| 141-147 | STF  | Start-Gusto                      |
| 151-157 | BSC  | Bennelong-Swisswellness          |
| 161-167 | DEC  | Drapac EF p/b Cannondale Hol. DT |
| 171-177 | OLI  | Oliver's Real Food Racing        |
| 181-187 | BCC  | Canyon Eisberg                   |

## Ordine d'arrivo (Top 10)
| Pos. | Corridore         | Squadra        | Tempo    |
| ---- | ----------------- | -------------- | -------- |
| 1    | André Looij       | Monkey         | 4h12'46" |
| 2    | Pierre Barbier    | Roubaix-Lille  | s.t.     |
| 3    | Kenny Dehaes      | WB Aqua        | s.t.     |
| 4    | Yoeri Havik       | Vlasman        | s.t.     |
| 5    | Sasha Weemaes     | Sport Vlaand.  | s.t.     |
| 6    | Alexander Krieger | Leopard        | s.t.     |
| 7    | Aksel Nõmmela     | Beat           | s.t.     |
| 8    | Thomas Joseph     | Marlux-Bingoal | s.t.     |
| 9    | Lindsay De Vylder | Sport Vlaand.  | s.t.     |
| 10   | Gaetan Pons       | Leopard        | s.t.     |